# Direct-to-video
La distribuzione direct-to-video o straight-to-video, traducibile come direttamente in video, è la pubblicazione di un film, di una serie televisiva o di uno speciale direttamente in formato home video senza passare dalla distribuzione cinematografica o dalla prima visione televisiva. Questa strategia di pubblicazione era importante prima che le piattaforme di streaming cominciassero a prendere piede e a dominare il mercato della distribuzione di film e TV.
Siccome sequel o prequel minori di film ad alto costo potrebbero venire distribuiti direttamente in video, nelle recensioni i riferimenti al direct-to-video sono spesso intesi in senso negativo. La distribuzione direttamente in video è diventata profittevole per cineasti indipendenti e per piccole aziende. Alcuni film di genere con attori d'alto profilo pubblicati direttamente in video possono generare un incasso ben superiore ai 50 milioni di dollari in tutto il mondo.

## Caratteristiche
Molti di questi prodotti sono caratterizzati dall'essere film a basso costo, ovvero produzioni alla cui realizzazione è stata attribuita una spesa relativamente bassa. Nonostante questa affermazione sia in parte vera, nell'industria del direct-to-video vengono immessi anche film di serie B di livello tutt'altro che mediocre.
Nella categoria rientrano anche i film a luci rosse (poiché la riproduzione è vietata in molti cinema), le cui proiezioni avvengono in apposite sale cinematografiche.
Le ragioni per le quali un regista o lo studio cinematografico decidono di non destinare il prodotto al circuito cinematografico possono essere molteplici: la consapevolezza che il film possa fruttare scarsi introiti a seguito della mancanza di pubblico potenzialmente interessato, la volontà di soddisfare una specifica nicchia di mercato (come ad esempio i fan di una serie televisiva), o la mancanza di mezzi per girare un film tecnicamente all'altezza degli altri proiettati nei cinema.
Un noto regista italiano di film direct-to-video è stato Bruno Mattei che, facendo economia nei mezzi tecnici, ha scritto e diretto per tutta la vita film di genere come il filone cannibalesco o delle women in prison. In questo caso il cinema di genere italiano, che negli anni settanta e ottanta aveva grossi introiti economici e spopolava nelle sale, si è poi ristretto a un pubblico minore, che trova interesse esclusivamente nel mercato per home video.
Un altro genere di film che soprattutto tra gli anni 80 e 90 del Novecento fruttò bene in termini di incassi, una volta uscito nelle sale cinematografiche era il genere degli eroi d'azione e di arti marziali, ma che poi soprattutto dagli anni 2000, si è letteralmente limitato alla distribuzione direct-to-video. In genere, si tratta di film classificati come vietati ai minori di 14 anni in Europa e ai minori di 18 anni negli Stati Uniti d'America, i cui attori che ne hanno preso parte sono divenuti di fama mondiale per le loro abilità a combattere realisticamente sul set come Steven Seagal, Jean-Claude Van Damme e Dolph Lundgren.
Soprattutto dall'inizio degli anni 2000, il direct-to-video è in continuo aumento per tutti i generi di film. Questo anche grazie all'evoluzione di nuove piattaforme on demand su cui si ha la possibilità di fruire facilmente in streaming di un'ampia scelta di prodotti, rispetto ai metodi tradizionali come l'ormai obsoleto VHS, il DVD o il Blu-ray.